# Sébastien Steigmeier
Sébastien Steigmeier (ur. 5 lipca 1989 w Genewie) – szwajcarski siatkarz, grający na pozycji atakującego. Od sezonu 2015/2016 występuje w drużynie Volley Amriswil.

## Sukcesy klubowe
Mistrzostwo Szwajcarii:
- 2012, 2016, 2017
- 2010, 2011
- 2018

Superpuchar Szwajcarii:
- 2010, 2011, 2016, 2017

Canada West Mens Volleyball:
- 2013
- 2015

U Sports Championship:
- 2013

Puchar Szwajcarii:
- 2017[1], 2018[2]

## Nagrody indywidualne
- 2017: Najlepszy atakujący Superpucharu Szwajcarii